# ČSD E 424.001 und E 424.002
Die E 424.001 und E 424.002 waren elektrische Rangierlokomotiven der Tschechoslowakischen Staatsbahnen (ČSD). Sie kamen auf dem früheren 1,5-kV-Gleichstromsystem im Eisenbahnknoten Prag zum Einsatz.

## Geschichte
Anfang der 1920er Jahre planten die ČSD eine umfassende Elektrifizierung ihrer Eisenbahnstrecken mit 1500 Volt Gleichstrom. Die ČSD bestellten 1925 insgesamt 16 elektrische Lokomotiven für die ersten geplanten Strecken im Prager Knoten. Darunter waren auch zwei Lokomotiven für den Rangier- und leichten Güterzugdienst, welche von Škoda in Plzeň gebaut werden sollten. Škoda lieferte die beiden Lokomotiven 1928 zum Stückpreis von 1.590.000,- Kč. an die ČSD aus.
Die E 424.001 kam schon in den 1950er Jahren auch außerhalb des Prager Knotens zum Einsatz, so im Güterverkehr auf der Bahnstrecke Rybník–Lipno nad Vltavou. Als die Fahrleitungsspannung im Prager Knoten am 16. Mai 1962 auf 3000 Volt angehoben wurde, kamen beide 1963 zur Bahnstrecke Tábor–Bechyně in Südböhmen, wo sie allerdings nur kurz eingesetzt wurden. Die 424.002 wurde dort bereits 1963 ausgemustert und 1967 verschrottet. Die 424.001 blieb bis 1964 in Betrieb und wurde dann im Depot Plzeň abgestellt. 1977 wurde sie anlässlich des 50-jährigen Jubiläums des Baues elektrischer Lokomotiven bei Škoda auf dem Werksgelände in Pilsen als Denkmallokomotive aufgestellt. Irrtümlicherweise erhielt sie dabei die Nummer ihrer Schwesterlokomotive 424.002.
Seit 2010 ist sie im Techmania Science Center in Pilsen museal ausgestellt.

## Technische Merkmale

Schema der E 424.0

Die Lokomotiven hatten einen geteilten Rahmen, der mit einer Kurzkupplung verbunden war. Auf einer der beiden Rahmenhälften befand sich mittig der Führerstand, unter den Vorbauten war die elektrische Ausrüstung mit den Fahrmotoren angeordnet. Die Fahrmotoren waren als Doppelmotoren ausgeführt, die ihre Kraft über ein Vorgelege und Kuppelstangen an die fest im Rahmen gelagerten Achsen übertrugen.